# Gasterosteus crenobiontus
Gasterosteus crenobiontus is een straalvinnige vissensoort uit de familie van de stekelbaarzen (Gasterosteidae). De wetenschappelijke naam van de soort is voor het eerst geldig gepubliceerd in 1956 door Mihai Băcescu en Mayer.